# Héjavarázs
A Héjavarázs a Ghymes együttes nyolcadik nagylemeze, amely az EMI kiadásában jelent meg Magyarországon 2002 novemberében. Kevesebb mint három hónap alatt platinalemez lett és elnyerte a 2003-as MAHASZ Arany Zsiráf-díjat az év hazai jazz vagy world music kategóriában.

## Kiadásai
- 2002 CD, MC

## Dalok
1. Állatfarm Archiválva 2005. november 3-i dátummal a Wayback Machine-ben (Szarka Tamás) – 3:24
2. Vágyalku Archiválva 2005. november 3-i dátummal a Wayback Machine-ben (Szarka Tamás) – 6:11
3. Pörög a méz Archiválva 2016. március 5-i dátummal a Wayback Machine-ben (Szarka Tamás) – 4:38
4. Január Archiválva 2005. november 3-i dátummal a Wayback Machine-ben (Szarka Gyula – Szarka Tamás) – 4:45
5. Héjavarázs I. Archiválva 2005. november 3-i dátummal a Wayback Machine-ben (Szarka Tamás) – 2:12
6. Héjavarázs II. Archiválva 2005. november 3-i dátummal a Wayback Machine-ben (Szarka Tamás) – 5:18
7. Tizedik Archiválva 2005. november 3-i dátummal a Wayback Machine-ben (Szarka Gyula – Szarka Tamás) – 5:06
8. Alhambra Archiválva 2005. november 3-i dátummal a Wayback Machine-ben (Szarka Tamás) – 3:06
9. Zivatar Archiválva 2005. november 16-i dátummal a Wayback Machine-ben (Szarka Gyula – Szarka Tamás) – 5:44
10. Johann Archiválva 2016. március 5-i dátummal a Wayback Machine-ben (Szarka Tamás) – 5:02
11. Altató Archiválva 2006. december 2-i dátummal a Wayback Machine-ben (köszönet Panek Katinak) (Szarka Tamás) – 4:23
12. Kés a szájban Archiválva 2005. november 3-i dátummal a Wayback Machine-ben (Szarka Tamás) – 6:22

## Az együttes tagjai
- Szarka Tamás –  ének, hegedű, vokál, gitárok, szintetizátor, fretless bass ütősök
- Szarka Gyula – ének, vokál, gitár, frettless bass, bőgő
- Buják Andor – szoprán- és altszaxofon, töröksíp, vokál
- Pukkai Attila – cimbalom

Közreműködött:
- Nagy Szabolcs – szintetizátor (1-10, 12)
- Farnbauer Péter – szintetizátor (2, 11, 12)
- Tiba Sándor – dobosok, ütősök (1, 2, 4-12)
- Gyenge Lajos – dobok (3)
- Kiss Bernadett – ének (7)
- Vincze Enikő – nő (12)

Hangmérnök:
- Dušan Bucheľ (1, 3-4, 11-12)
- Ján Machút (2, 5-10)

Digitális utómunka, mastering:
- Zsono

Zenei rendező:
- Ghymes